# Clarice Starling
Clarice M. Starling è un personaggio immaginario protagonista dei romanzi Il silenzio degli innocenti e Hannibal di Thomas Harris.
Nelle trasposizioni cinematografiche dei due romanzi, il personaggio è stato impersonato da Jodie Foster nel primo film e da Julianne Moore nel sequel.
Nell'AFI's 100 Years..., Clarice Starling è al sesto posto nella categoria dei più grandi eroi della storia del cinema, cosa che la rende l'eroina classificata più in alto.

## Biografia del personaggio

### Il silenzio degli innocenti

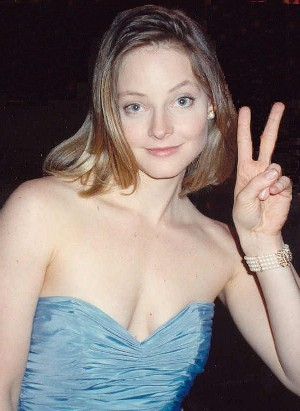
Jodie Foster all'epoca del Silenzio degli innocenti: l'interpretazione dell'attrice – premiata con l'Oscar – ha contribuito al successo del personaggio di Clarice.

L'agente Jack Crawford, dell'unità di scienza del comportamento, assegna alla promettente Clarice Starling il compito di risolvere il caso di un nuovo assassino seriale con la brama dello scuoiare le sue giovani e belle vittime. La chiave per risolvere il caso è interrogare il serial killer Hannibal Lecter, recluso da oltre otto anni nel Chesapeake (in seguito Baltimora) State Hospital. L'FBI ritiene che Lecter possa sapere molte cose su "Buffalo Bill", e poiché rifiuta di aprire la sua mente, forse una giovane donna può far leva sulla sua folle genialità.
Clarice fissa un "appuntamento" con l'omicida, ma viene messa in guardia da Crawford: è importante non rivelare nulla di se stessi, o mostrarsi troppo disponibili con Lecter, ma Clarice scopre che la sincerità è la chiave per discutere con Lecter, con il quale instaura un rapporto di reciproca fiducia, un vero e proprio gioco del gatto e del topo, in cui si arriva a poco a poco alla verità e in cui anche gli incubi della ragazza torneranno a galla. Il dottor Lecter dopo aver dato un ultimo indizio a Clarice, a cui avevano da poco tolto il caso per la colpa e l'intromissione di Frederick Chilton (il direttore del manicomio), nella vicenda, riesce a fuggire di prigione e fa perdere le proprie tracce.
Clarice riesce infine a individuare Buffalo Bill anche grazie a quell'ultimo indizio oltre che al proprio intuito; Buffalo Bill tenta di ucciderla, però viene preceduto dalla ragazza che lo uccide con più colpi di pistola. Alla fine Clarice viene promossa agente, e nel frattempo Lecter le invia una lettera dove si congratula con la ragazza, pregandola di ricambiare il favore di non cercarlo e dicendole che adesso il mondo è più interessante con la sua presenza. Nel film invece il dottore le telefona da una località lontana, alludendo poi alla sua prossima consumazione, proprio l'odiato Chilton.

### Hannibal
Sono passati sette anni da quando l'agente speciale dell'FBI Clarice Starling ha risolto il caso del killer Gumb e da quando il temibile cannibale Hannibal Lecter è fuggito dal carcere di massima sicurezza a Baltimora in cui era rinchiuso. Ora Clarice è in difficoltà a causa di un'operazione antidroga finita in tragedia e del relativo scandalo scoppiato sui media. Jack Crawford su consiglio dei piani alti dell'F.B.I. propone a Clarice di indagare su Hannibal per risollevarsi dal difficile periodo, dietro questa offerta però si cela Mason Verger, un miliardario erede di una famiglia di "magnati" della carne, persona dal passato bieco, unica vittima di Lecter a essere sopravvissuta, rimasta orribilmente sfigurata e in cerca di vendetta. Verger offre una taglia di 3 milioni di dollari a chi fornirà informazioni utili alla cattura di Hannibal e incarica una banda di sequestratori sardi di rapire il giurato nemico per farlo sbranare dai suoi maiali.

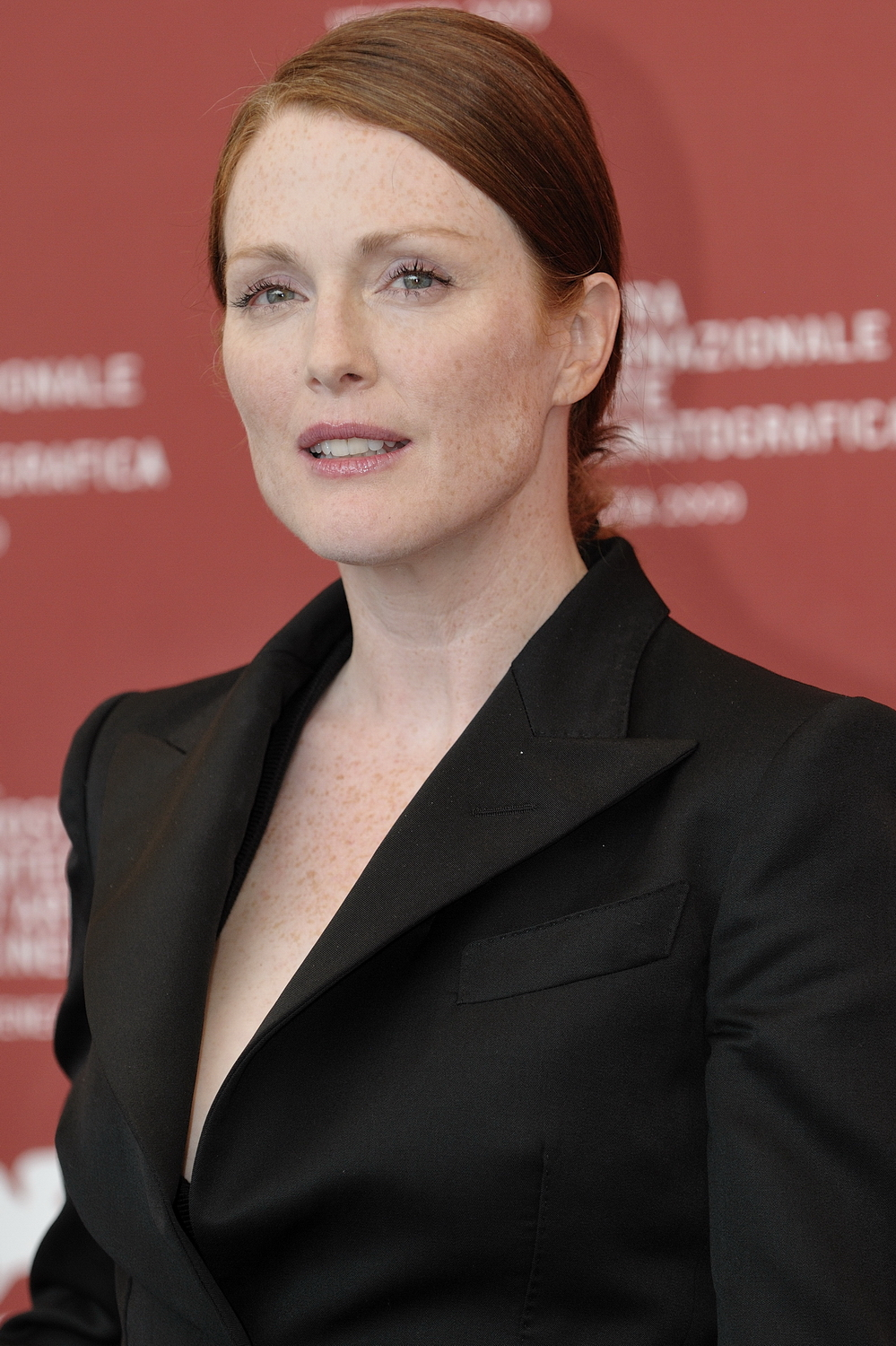
Julianne Moore ha interpretato Clarice in Hannibal.

Le vicende di Lecter e Clarice tornano ancora una volta a intrecciarsi prepotentemente, il Dottore sfugge più volte alle indagini della donna, finché Starling non viene messa al muro dal suo stesso dipartimento, che tramite la corruzione di Paul Krendler, superiore della donna nonché suo antagonista al contempo, la fa sospendere da ogni servizio. Clarice viene messa fuori da tutto e tutti, nel frattempo Lecter viene catturato da Verger, contro la legge che ha sempre rispettato Clarice decide di salvare il serial killer dall'orribile morte. Nel finale di Hannibal, tra il libro e il film vi è una grande differenza riguardo al destino di Clarice. Mentre il film si conclude con Lecter che riesce a sfuggire a Clarice, nonostante il tentativo di questa di catturarlo, nel libro Lecter cerca di manipolare Clarice con invasive tecniche psichiatriche e massicce dosi di farmaci, per spingere la donna a sostituirsi alla sorella del dottore, Mischa, morta all'età di soli 4 anni, tuttavia la terapia fallisce, Lecter capisce che per quanti sforzi faccia Starling rimarrà sempre sé stessa, la pesante terapia aiuta Clarice a superare il trauma della morte del padre, ciò che rinasce dalle ceneri delle continue delusioni della vita è una persona libera dal passato. Al termine di una cena in cui Clarice mangia senza problemi il cervello di Paul Krendel (che era stato sequestrato dal dottore apposta), Clarice stupisce e seduce Hannibal, i due diventano una vera e propria coppia, e fuggono insieme. Tre anni dopo ritroviamo Clarice ancora felice della sua nuova vita con Hannibal Lecter, in Argentina, a Buenos Aires.